# 妨害公務
妨害公務泛指一切阻擾公務員行使職務的行為，包括以暴力、恐嚇等方式施加於正在執行職務的公務員，或是侮辱公務員、政府机构等等，一般被視為犯罪。

## 中華民國刑法
《中華民國刑法》第五章 妨害公務罪：
- 第135條 妨害執行職務罪
- 第136條 聚眾妨害執行職務罪
- 第137條 妨害考試罪
- 第138條 毀損公文書及公物罪
- 第139條 損壞封條及違背命令罪
- 第140條 侮辱公務員罪
- 第141條 損壞文告罪

該當《妨害公務罪》的前提為公務員依法執行職務，倘執法人員本身違法執法，則不會構成本罪。

## 中華人民共和國刑法
《中華人民共和國刑法》第277條：
暴力、威脅方法阻礙國家機關工作人員依法執行職務的，處三年以下有期徒刑、拘役、管制或者罰金。

## 香港法例
- 《簡易程序治罪條例》第228章第23條〈阻礙公職人員／警務人員執行職務〉：

任何人抗拒或阻礙依法執行公務，或獲合法授權或合法受僱執行公務的公職人員或其他人執行任何公務，或抗拒或阻礙他人合法地協助上述公職人員或其他人執行任何公務，均可處罰款$1,000及監禁6個月。
- 《侵害人身條例》第36條B：

襲擊、抗拒或故意阻撓在正當執行職務的任何警務人員或在協助該警務人員的人……即屬犯可循簡易或公訴程序審訊的罪行，可處監禁2年。
- 《警隊條例》第63條：

任何人襲擊或抗拒執行職責的警務人員，或協助或煽惑任何人如此襲擊或抗拒……循簡易程序定罪後，可處罰款$5,000及監禁6個月。

## 日本刑法
- 《刑法（日语：刑法 (日本)）》第二編第五章〈公務執行妨害罪〉（第95條-第96條之6）